# Сухој Су-17 (1949)
Ово је чланак о авиону Сухој Су-17 (1949) који је први носио ове ознаке, о суперсоничном ловацу-бомбардеру Сухој Су-17, погледај чланак Сухој Су-17.
Сухој Су-17/(1949)  или (Suhoj Su-17/(1949)), (рус. Сухой Су-17/(1949)) је тактички ловац направљен у Совјетском Савезу непосредно после Другог светског рата (1949), и направљен је само један прототип овог авиона.

## Пројектовање и развој
У току 1946. године, ЦАГИ институт је спровео опсежна истраживања на основу којих је направљена студија у којој је идентификовано неколико шема оптималних аеродинамичких форми авиона на млазни погон, јер се увидело да само пуким повећањем снаге се не може повећати брзина авиона. Ова студија је показала да је корисна примена стреластог крила код ловаца са танким профилом, чиме се смањује отпор авиона и повећава максимална брзина, што је послужило као основ свим ОКБ - Опитним конструкционим бироима у пројектовању нових авиона. На основу ове студије пројектован је и авиони о којем је реч у овом чланку.
Рад на авиону ловцу са стреластим крилима је отпочет у ОКБ Сухој већ 1948. године, када га је одобрио Министарски савет (Влада) 12. јуна 1948. Био је предвиђен као авион за блиску борбу наоружан са два топа Н-37. 
Тактичко-технички захтеви за овај авион су били:

- максимална брзина на 10.000 m висине око М=1 (Махов број) брзина звука,
- посада од 1 члана.
- наоружање: 2 топа калибра 37 mm.

### Технички опис
Авион је био класичне конструкције, труп је био полу-монокок од челика и дуралуминијума са облогом од глатког алуминијумског лима. Имао је танка стреласта крила у односу на труп, трапезастог облика, позиционирана око средине висине трупа, за авион се могло рећи да је био средње крилац. Нападна ивица крила је имала нагиб од 50°. Репни хоризонтални стабилизатори су такође били стреластог облика. Авион је имао турбомлазни мотор Љуљка ТР-3, који су се налазио у репу авиона, са потиском од 46,00 kN. Стајни трап је увлачећи, система трицикл са предњом (носном) ногом, која се у току лета увлачила у труп авиона и две основне ноге са по једним точком које су се у току лета такође увлачиле у труп авиона. Авион Су-17 је имао усисник на кљуну авиона одакле се ваздух каналима доводио до мотора. У кљуну авиона се налазила херметички затворена кабина пилота под притиском са системом за проветравање и одржавање константног притиска на свим висинама лета. Као и сви претходни млазни авиони који су изашли из ОКБ Сухој и овај авион је био опремњен седиштем са системом за избацивање (катапулт) у случају ванредне опасности. Авион је био наоружан са два топа Н-37, калибра 37 mm, са укупно 80 граната. Топови су се налазили са леве и десне стране трупа. Управљање ватром се обављала уз помоћ радара „Тори“, а контрола помоћу фотокино камере Ц-13. Заштита се састојала из предњег оклопа дебљине 18 mm, доњег панела од 12 mm и непробојног стакла 100 mm. Авион је био опремљен управљачким системом који је био комбинација механичког, хидрауличног и пнеуматског. Систем за гашење пожара је био заснован на гашењу помоћу угљен-диоксида.

## Наоружање
| Наоружање авиона: Сухој Су-17 (1949) |             |
| Ватрено (стрељачко) наоружање        |             |
| Топ                                  |             |
| Број и ознака топа                   | 2 х Н-37 () |
| Број граната                         | 80          |
| Калибар                              | 37          |
| Митраљез                             |             |
| Бомбардерско наоружање (бомбе)       |             |
| Ракетно наоружање (ракете)           |             |

## Оперативно коришћење
Прототип авиона Су-17 је направљен у Авио заводу N°134 из Москве 1949. године. Због пада авиона Су-15 (1949) прекинута су започета тестирања овог авиона, а ОКБ Сухој је расформиран и тиме запечаћена судбина и овог авиона.

## Земље које су користиле овај авион
- СССР